# Abhir Hathi
Abhir Hathiramani (Las Palmas de Gran Canaria, 1996), conocido artísticamente como Abhir, es un cantante y compositor de rap, r&b y trap español.

## Biografía
Abhir es un cantante y rapero canario de ascendencia india. Nació en la isla de Gran Canaria en el año 1996, en la ciudad de Las Palmas de Gran Canaria. Ha lanzado dos discos y un EP.

## Inicios
Comenzó a hacer música en un grupo de Las Palmas de Gran Canaria llamado La Hacienda Atlántica para posteriormente comenzar a hacer música en solitario. Lanzó sencillos como Maradona, BLU (junto a Cruz Cafuné) o Jonathan Viera y en 2019 lanzó su primer proyecto musical, a este le siguieron dos álbumes en 2021 y 2023.

## Discografía

### Marea baja, su primer EP
Fue lanzado el 22 de noviembre de 2019. Considerado como carta de presentación como cantante en solitario, está compuesto por cinco canciones, marcadas por ritmos suaves y románticos. Fue producido por él mismo y sus amigos en el verano de ese mismo año. Cuenta con colaboraciones de artistas como Oddliquor y Mayo.
Tracklist
| #. | Título                | Producción                        |
| 01 | Hombre nuevo          | Choclock, Dawaira                 |
| 02 | Pop U (con ODDLIQUOR) | Pablo Mayo                        |
| 03 | Moneyman              | Choclock, Kiddo, Govea La Firma   |
| 04 | Crtl + Z              | Govea La Firma, EllegaS, Choclock |
| 05 | Jonathan Viera        | EllegaS, Choclock, El Secreto     |

### Lazos y Nudos
Lazos y Nudos se trata del álbum debut de Abhir, siendo el mismo su segundo proyecto musical, sucediendo dos años más tarde de su publicación a Marea Baja, el EP debut del artista indo-canario. Siendo este estrenado el día 21 de mayo de 2021 en todas las plataformas digitales.
El álbum fue publicado tras el lanzamiento de cinco adelantos de las trece canciones que finalmente serían publicadas, comenzando la difusión de las mismas a finales de julio del año 2020 con “Reflejos”, poco tiempo después de que Cruz Cafuné anunciara la existencia del proyecto que hasta ese momento aún no tenía nombre. La elección del mismo se dio meses más tarde, siendo este nombrado como Lazos y Nudos por primera ocasión en una entrevista.
Entre los productores responsables del sonido se encuentran Blurred Mirror, Choclock, Dawaira, Ellegas, El Secreto Produce, Gese Da O, Govea La Firma, Kiddo Manteca y Phynx.

#### Tracklist
| 1.             | "Lazos y Nudos"                                         | "Lazos y Nudos"                                         | 2:13                         |                              |        |
| 2.             | "Habibi"                                                | "Habibi"                                                | 2:53                         |                              |        |
| 3.             | "Big Dawg Freestyle"                                    | "Big Dawg Freestyle"                                    | 2:17                         |                              |        |
| 4.             | "Puliendo Pakistaní"                                    | "Puliendo Pakistaní"                                    | 2:51                         |                              |        |
| 5.             | "Rodeos"                                                | "Rodeos"                                                | 3:00                         |                              |        |
| 6.             | "A Medias Verdades" (with Recycled J and Kiddo Manteca) | "A Medias Verdades" (with Recycled J and Kiddo Manteca) | 3:45                         |                              |        |
| 7.             | "Reflejos"                                              | "Reflejos"                                              | 2:52                         |                              |        |
| 8.             | "Sugar Free" (interlude)                                | "Sugar Free" (interlude)                                | 0:40                         |                              |        |
| 9.             | "Una Bala con Mi Nombre"                                | "Una Bala con Mi Nombre"                                | 2:59                         |                              |        |
| 10.            | "Santa Cruz" (interlude)                                | "Santa Cruz" (interlude)                                | 1:27                         |                              |        |
| 11.            | "Mil Días" (with Delaossa and Kiddo Manteca)            | "Mil Días" (with Delaossa and Kiddo Manteca)            | 3:33                         |                              |        |
| 12.            | "Perros"                                                | "Perros"                                                | 3:04                         |                              |        |
| 13.            | "Sacrificios"                                           | "Sacrificios"                                           | 5:37                         |                              |        |
| Deluxe edition |                                                         |                                                         |                              |                              |        |
| No.            | No.                                                     | Title                                                   | Title                        | Title                        | Length |
| 14.            | 14.                                                     | "Sin Intermitentes"                                     | "Sin Intermitentes"          | "Sin Intermitentes"          | 3:09   |
| 15.            | 15.                                                     | "Galería"                                               | "Galería"                    | "Galería"                    | 2:40   |
| 16.            | 16.                                                     | "Santa Cruz" (with Choclock)                            | "Santa Cruz" (with Choclock) | "Santa Cruz" (with Choclock) |        |

### Brown Boy
El segundo álbum, publicado el 27 de octubre de 2023. El artista anunció la fecha y tracklist del disco tras el lanzamiento de cuatro adelantos. El disco cuenta con colaboraciones de Quevedo, Juicy Bae, Saint Lowe, Dwara, Cruz Cafuné, West Dubai, Ébano y Galindo. 

#### Tracklist
| 1.  | SHANTI                                         | SHANTI                                         |
| 2.  | BANGLADESH                                     | BANGLADESH                                     |
| 3.  | GO GETTER                                      | GO GETTER                                      |
| 4.  | ABEL                                           | ABEL                                           |
| 5.  | YALLAH ft. West Dubai                          | YALLAH ft. West Dubai                          |
| 6.  | Ca' Manolo (con Quevedo)                       | Ca' Manolo (con Quevedo)                       |
| 7.  | GC-I ft. Saint Lowe, Dwara                     | GC-I ft. Saint Lowe, Dwara                     |
| 8.  | Muzik 2 ride 2                                 | Muzik 2 ride 2                                 |
| 9.  | 6 ANILLOS                                      | 6 ANILLOS                                      |
| 10. | Shtoopid ft. Ébano                             | Shtoopid ft. Ébano                             |
| 11. | HOTTEST.YOUNG.MEN.in.BIZNESS (con Cruz Cafuné) | HOTTEST.YOUNG.MEN.in.BIZNESS (con Cruz Cafuné) |
| 12. | BROWN BOY BOUNCE                               | BROWN BOY BOUNCE                               |
| 13. | HIJO DE INMIGRANTE ft. Galindo                 | HIJO DE INMIGRANTE ft. Galindo                 |
| 14. | MANGO LASSI ft. Juicy Bae                      | MANGO LASSI ft. Juicy Bae                      |
| 15. | TUTUTÚ                                         | TUTUTÚ                                         |
| 16. | BOMBAY A LAS PALMAS                            | BOMBAY A LAS PALMAS                            |
| 17. | ALYX                                           | ALYX                                           |